# Sänggående
Sänggående är en västerländsk föräldratradition, och omfattar i större eller mindre omfattning ritualer för att hjälpa barn att känna sig tryggare och bli van vid ett relativt strängare sömnschema än de annars skulle upprätta. Sänggående för barn kan vara en positiv ritual som involverar:
- Badning och munhygien.
- Sagostund.
- Sånger, barnramsor eller vaggvisor.
- Ombyte till pyjamas.
- Berättande om dagen, och planer för i morgon.

I somliga familjer, är sänggående en viktig bindningsperiod för föräldrar och barn. Rutiner för sänggående kan vara en möjlighet att tillbringa kvalitetstid med ett barn, att diskutera känslomässiga begrepp såsom tankar om dagens upplevelser, att uttrycka önskade planer för morgondagen, och lärande, till exempel med en bok. Sänggående spelar en nyckelroll i många uppfostringsmetoder.

## Störningar
Barn som vägrar eller är ovilliga att gå till sängs, eller till och med är rädda för att somna, är ett vanligt problem.
Orsakerna till motvilja kan vara:
- Rädsla för mörker, även kallad skotofobi.
- Oförmåga att sova, även kallad insomni.
- Mardrömmar.
- Nyfikenhet om vad som händer utanför deras sovrum (till exempel vad föräldrarna gör).
- En dygnsrytmstörning eller annan sömnstörning.